# Zasadzka na przełęczy (film)
Zasadzka na przełęczy (ang. Ambush at Cimarron Pass) – amerykański western z 1958 roku reżyserii Jodie Copelana. W filmie występuje Clint Eastwood.

## Fabuła
Grupa kowbojów napotyka na swojej drodze oddział kawalerii. Wojskowi transportują broń do znajdującego się w pobliżu fortu. Podróżnicy łączą siły gdy okazuje się, że ich śladem podążają Indianie.